# Grand Prix moto d'Italie 1997
Le Grand Prix moto d'Italie 1997 est le quatrième rendez-vous de la saison 1997 du championnat du monde de vitesse. Il s'est déroulé sur le circuit du Mugello du 16 au 18 mai 1997.
C'est le 49e Grand Prix moto d'Italie.

## Classement final500cm3
| Pos. | Pilote                   | Moto       | Temps/Écart     | Points |
| ---- | ------------------------ | ---------- | --------------- | ------ |
| 1    | Mickael Doohan           | Honda      | 44 min 06 s 442 | 25     |
| 2    | Luca Cadalora            | Yamaha     | +10 s 056       | 20     |
| 3    | Nobuatsu Aoki            | Honda      | +17 s 349       | 16     |
| 4    | Alex Criville            | Honda      | +19 s 145       | 13     |
| 5    | Daryl Beattie            | Suzuki     | +21 s 089       | 11     |
| 6    | Alex Barros              | Honda      | +21 s 393       | 10     |
| 7    | Norifumi Abe             | Yamaha     | +29 s 190       | 9      |
| 8    | Jean-Michel Bayle        | Modenas    | +29 s 414       | 8      |
| 9    | Sete Gibernau            | Yamaha     | +30 s 704       | 7      |
| 10   | Régis Laconi             | Honda      | +37 s 012       | 6      |
| 11   | Doriano Romboni          | Aprilia    | +51 s 222       | 5      |
| 12   | Troy Corser              | Yamaha     | +1 min 25 s 556 | 4      |
| 13   | Anthony Gobert           | Suzuki     | +1 min 33 s 610 | 3      |
| 14   | Kirk McCarthy            | ROC Yamaha | +1 min 43 s 717 | 2      |
| 15   | Lucio Pedercini          | Yamaha     | +1 min 56 s 633 | 1      |
| 16   | Laurent Naveau           | ROC Yamaha | +1 tour         |        |
| 17   | Frédéric Protat          | Honda      | +1 tour         |        |
| Abd. | Alberto Puig             | Honda      | Abandon         |        |
| Abd. | Jurgen Fuchs             | Elf 500    | Abandon         |        |
| Abd. | Jurgen van den Goorbergh | Honda      | Abandon         |        |
| Abd. | Tadayuki Okada           | Honda      | Abandon         |        |
| Abd. | Carlos Checa             | Honda      | Abandon         |        |
| Abd. | Juan Borja               | Elf 500    | Abandon         |        |
| Abd. | Takuma Aoki              | Honda      | Abandon         |        |
| Abd. | Francesco Monaco         | Paton      | Abandon         |        |
| Abd. | Kenny Roberts Jr         | Modenas    | Abandon         |        |

## Classement final250cm3
| Pos. | Pilote               | Moto      | Temps/Écart     | Points |
| ---- | -------------------- | --------- | --------------- | ------ |
| 1    | Max Biaggi           | Honda     | 40 min 47 s 548 | 25     |
| 2    | Marcellino Lucchi    | Aprilia   | +0 s 050        | 20     |
| 3    | Loris Capirossi      | Aprilia   | +0 s 068        | 16     |
| 4    | Ralf Waldmann        | Honda     | +4 s 174        | 13     |
| 5    | Olivier Jacque       | Honda     | +19 s 185       | 11     |
| 6    | Noriyasu Numata      | Suzuki    | +43 s 619       | 10     |
| 7    | Stefano Perugini     | Aprilia   | +51 s 447       | 9      |
| 8    | Jamie Robinson       | Suzuki    | +51 s 552       | 8      |
| 9    | Jeremy McWilliams    | Honda     | +54 s 271       | 7      |
| 10   | Sebastian Porto      | Aprilia   | +55 s 006       | 6      |
| 11   | Luis d'Antin         | Yamaha    | +55 s 106       | 5      |
| 12   | Luca Boscoscuro      | Honda     | +55 s 983       | 4      |
| 13   | Franco Battaini      | Yamaha    | +56 s 734       | 3      |
| 14   | Haruchika Aoki       | Honda     | +57 s 503       | 2      |
| 15   | Osamu Miyazaki       | Yamaha    | +1 min 12 s 080 | 1      |
| 16   | Oliver Petrucciani   | Aprilia   | +1 min 28 s 701 |        |
| 17   | William Costes       | Honda     | +1 min 29 s 037 |        |
| 18   | Idalio Gavira        | Aprilia   | +1 min 53 s 840 |        |
| 19   | Walter Tortoroglio   | Aprilia   | +2 tours        |        |
| Abd. | Tohru Ukawa          | Honda     | Abandon         |        |
| Abd. | Takeshi Tsujimura    | TSR-Honda | Abandon         |        |
| Abd. | Cristiano Migliorati | Honda     | Abandon         |        |
| Abd. | Oscar Sainz          | Aprilia   | Abandon         |        |
| Abd. | Eddie Roberts        | Aprilia   | Abandon         |        |
| Abd. | José Luis Cardoso    | Yamaha    | Abandon         |        |
| Abd. | Fabio Carpani        | Aprilia   | Abandon         |        |
| Abd. | Eustaquio Gavira     | Aprilia   | Abandon         |        |
| Abd. | Emilio Alzamora      | Honda     | Abandon         |        |
| Abd. | Tetsuya Harada       | Aprilia   | Abandon         |        |

## Classement final125cm3
| Pos. | Pilote             | Moto    | Temps/Écart     | Points |
| ---- | ------------------ | ------- | --------------- | ------ |
| 1    | Valentino Rossi    | Aprilia | 40 min 40 s 093 | 25     |
| 2    | Jorge Martínez     | Aprilia | +3 s 311        | 20     |
| 3    | Garry McCoy        | Aprilia | +3 s 313        | 16     |
| 4    | Noboru Ueda        | Honda   | +3 s 380        | 13     |
| 5    | Tomomi Manako      | Honda   | +3 s 394        | 11     |
| 6    | Kazuto Sakata      | Aprilia | +3 s 397        | 10     |
| 7    | Masaki Tokudome    | Aprilia | +3 s 887        | 9      |
| 8    | Lucio Cecchinello  | Honda   | +7 s 595        | 8      |
| 9    | Frédéric Petit     | Honda   | +17 s 577       | 7      |
| 10   | Youichi Ui         | Yamaha  | +17 s 619       | 6      |
| 11   | Masao Azuma        | Honda   | +37 s 303       | 5      |
| 12   | Gianluigi Scalvini | Honda   | +37 s 403       | 4      |
| 13   | Ivan Goi           | Aprilia | +37 s 431       | 3      |
| 14   | Roberto Locatelli  | Honda   | +37 s 479       | 2      |
| 15   | Yoshiaki Katoh     | Honda   | +37 s 508       | 1      |
| 16   | Mirko Giansanti    | Honda   | +37 s 803       |        |
| 17   | Manfred Geissler   | Honda   | +38 s 126       |        |
| 18   | Enrique Maturana   | Yamaha  | +38 s 135       |        |
| 19   | Josep Sarda        | Honda   | +1 min 18 s 683 |        |
| 20   | Dirk Raudies       | Honda   | +1 min 18 s 725 |        |
| 21   | Roberto Bellei     | Honda   | +1 min 18 s 853 |        |
| 22   | Steve Jenkner      | Aprilia | +1 min 21 s 155 |        |
| 23   | Angel Nieto Jr     | Aprilia | +1 min 48 s 618 |        |
| 24   | Simone Sanna       | Aprilia | +1 tour         |        |
| Abd. | Marco Borciani     | Honda   | Abandon         |        |
| Abd. | Igor Antonelli     | Honda   | Abandon         |        |
| Abd. | Federico Cerroni   | Aprilia | Abandon         |        |
| Abd. | Peter Öttl         | Aprilia | Abandon         |        |
| Abd. | Gino Borsoi        | Yamaha  | Abandon         |        |